# Palynologi
Palynologi er en metode til at bestemme alderen af en bjergart. Palynologien beskæftiger sig med studiet af nutidigt og fossilt organisk materiale, der ikke påvirkes af almindelige syrer og derfor bliver tilbage ved syrens nedbrydningen af andre kemiske dele af en bjergart. Til denne kategori hører f.eks. pollen, sporer, dinoflagellatcyster, træ- og ravstumper.
Udtrykket palynologi blev introduceret af Hyde og Williams i 1944 efter korrespondance med den svenske geolog Ernst Valdemar Antevs (1888–1974) i et af de første tidsskrifter omhandlende pollenanalyse, Pollen Analysis Circular.
Palynologi indeholder elementer fra mange forskellige videnskaber – for eksempel geologi, geografi, biologi og palæontologi. Palynologi anvendes også indenfor mange forskellige videnskabelige discipliner. Geologer daterer formationer og sedimenter. Indenfor studiet af klimaændringer kan palynologi bestemme en given fortidig vegetation eller marine phytoplanktonforekomster i et område. På grundlag af disse oplysninger kan man få en ide om klimatiske forhold i en given fortidig periode. Videnskaben anvendes også i efterforskninger af gerningssteder, samt i studier af allergier, f.eks. høfeber.